# سیارک ۴۳۲۸
سیارک ۴۳۲۸ (به انگلیسی: 4328 Valina، نامگذاری:1982SQ2) چهار هزار و سیصد و بیست و هشتمین سیارک کشف شده‌است که در ۱۸ سپتامبر ۱۹۸۲ کشف شد.
قدر مطلق سیارک برابر ۱۳٫۹۰ است.